# Giuseppe Cornalba
Giuseppe Cornalba (San Martino in Strada, 19 settembre 1852 – Lodi, 27 ottobre 1917) è stato un avvocato e politico italiano.

## Biografia
Laureato all'Università di Pavia è stato assessore e sindaco di San Martino in Strada, consigliere provinciale e membro della Deputazione provinciale di Milano.